# Groupe de NGC 1947
Le groupe de NGC 1947 comprend trois galaxies situées dans les constellations de la Dorade. La distance moyenne entre ce groupe et la Voie lactée est d'environ 18,7 Mpc (∼61 millions d'al). 

## Membres
Le tableau ci-dessous liste les trois galaxies qui sont indiquées sur le site « Un Atlas de l'Univers » créé par Richard Powell. 
| Nom      | Constellation | Classification | Type           | α (J2000.0)   | δ (J2000.0)  | Vitesse radiale (km/s) | Magnitude apparente | Distance (Mpc) | Diamètre (kal) |
| -------- | ------------- | -------------- | -------------- | ------------- | ------------ | ---------------------- | ------------------- | -------------- | -------------- |
| NGC 1892 | Dorade        | Scd:           | Spirale        | 05h 17m 09.0s | -64° 57′ 35″ | 1363 ± 2               | 12,2                | 20,8 ± 1,5     | 63             |
| NGC 1947 | Dorade        | S0- pec        | Lenticulaire   | 05h 26m 47.6s | -63° 45′ 36″ | 1100 ± 24              | 10,7                | 17,0 ± 1,2     | 75             |
| NGC 2082 | Dorade        | SAB(rs+)c      | Spirale barrée | 05h 41m 51.1s | -64° 18′ 04″ | 1184 ± 6               | 12,1                | 18,4 ± 1,3     | 33             |

Le site DeepskyLog permet de trouver aisément les constellations des galaxies mentionnées dans ce tableau ou si elles ne s'y trouvent pas, l'outil du site constellation permet de le faire à l'aide des coordonnées de la galaxie. Sauf indication contraire, les données proviennent du site NASA/IPAC.